# دیوید بلور
دیوید بلور (زاده ۱۹۴۲) فیلسوف انگلیسی، استاد دانشگاه ادینبورا است. بلور چهره سرشناس مکتب ادینبورا است. وی بنیانگذار برنامهٔ قوی در جامعه‌شناسی معرفت علمی است.

## زندگی
دیوید بلور در سال ۱۹۴۲ در دربی در کشور انگلستان به دنیا آمد. در دانشگاه فلسفه و روانشناسی خواند. در دهه ۷۰ میلادی به همراه بری بارنز، برنامه قوی را بنیانگذاری و هدایت کردند، که در این برنامه هدف اصلی آن‌ها مقابله با رویکردهای پیشینی به معرفت علمی بود. این رویکرد که در فلسفه علم مشهور است، تلاش دارد نشان دهد که معرفت علمی بدون آزمون تجربی نمی‌تواند ادعای عقلانی بودن داشته باشد. بلور در سال ۱۹۹۶ جایزه جان دسموند برنال را به خاطر خدمات ارزشمند به فلسفه دریافت کرد.

## نظرات
بلور در کتاب "معرفت و تصورات اجتماعی" که اولین بار در سال ۱۹۷۶ به چاپ رسید تلاش کرد ماهیت تجربی ریاضیات را نشان دهد. به تمایز جامعه‌شناسی ریاضی‌دانان و جامعه‌شناسی ریاضی اشاره می‌کند، اولی به بررسی مسائلی مانند نحؤه استخدام ریاضی دانان، مشکلات اشتغال و از این قبیل مسائل می‌پردازد که تقریباً کسی در امکان آن شکی ندارد، در حالی که دومی یعنی جامعه‌شناسی ریاضی به دنبال بررسی جامعه‌شناختی معرفت ریاضیاتی است یعنی تلاش دارد ضرورت منطقی در اثبات‌های ریاضیاتی را نشان دهد یا اینکه چرا ثابت کردن یک مسئله در ریاضیات اثبات به حساب می‌آید. در حالی که بلور به دشواری این امر اذعان دارد ولی آن را غیرممکن نمی‌داند. در واقع ریاضیات مقاوم‌ترین شاخهٔ معرفت در مقابل با تجربه‌گرایی است، که اگر سد مقاومت ریاضیات در برابر آن‌ها فرو بریزد، تجربه گرایی می‌توانند ادعا کنند که تمام عرصه‌های معرفت را فتح کرده و مورد بررسی قرار می‌دهند.
بلور عنوان می‌کند که اثبات‌های ریاضیاتی به نظر حاوی حقایقی هستند که ما را مجبور به پذیرش خود می‌کنند مانند حقیقت اشیای فیزیکی و مواردی که در طبیعت با حواس پنج‌گانه مشاهده می‌کنیم، با این تفاوت که حواس پنج‌گانه امکان خطا دارند در حالی که اثبات ریاضیاتی دارای هیچ گونه خللی نیستند. این امر باعث شکل گیری این باور شده‌است که واقعیتی وجود دارد که گزاره‌های ریاضی آن‌ها را توصیف می‌کنند و صدق گزاره‌های ریاضی را تعیین می‌کنند، علاوه بر اینها این نکته که ریاضی جایگزینی برای آنچه که داریم وجود ندارد، برخلاف فیزیک یا هندسه که جایگزین‌هایی برای آن‌ها در طول تاریخ معرفی شده‌است.
بلور یکی از نقاط قوت رویکرد طبیعت گرایانه به ریاضیات، مطالعهٔ روانشناختی چگونگی یادگیری ریاضی است. از نظر بلور با مطالعهٔ روانشناختی یادگیری ریاضی می‌توان به ریاضیات به عنوان بدنه‌ای از مهارت‌ها، باورها و افکاری نگاه کرد که افراد باید به آن‌ها آشنا شوند و در موارد ممکن است افراد به درجه‌ای از مهارت و تسلط دست یابند که بتوانند در ریاضی نوآوری‌هایی به وجود بیاورند که برای دیگران نیز قابل استفاده باشد. از نظر بلور باورهای نهادینه شده هستند، چرا که روانشناختی نیستد یعنی هر فردی یک جور آن را نمی‌فهمد، و نه یک ابژه واقعی است که افراد بتوانند آن را ببینند یا حسش کنند، بنابراین عینی بودن یک باور به نهادینه شدن آن بستگی دارد، باوری که پذیرفته می‌شود و از فردی به فرد دیگری قابل انتقال است.
بلور در آثاری دیگر مانند "ویتگنشتاین، قواعد و نهادها" با دفاع از تفسیر اجتماع‌گرا از پیروی از قواعد در مقابل تفسیر فردگرا، تلاش دارد نشان دهد که قواعد (به عنوان مثال قواعد ریاضی یا اخلاقی) استعلایی و عینی به معنای کلاسیک نیستند و باورهایی نهادینه شده هستند که قابل تغییر هستند و می‌توان در آن‌ها نوآوری ایجاد کرد، هرچند نباید این توصیف را با دل به خواهی بودن یا باری به هر جهت بودن قواعد در نظر گرفت.
دیوید بلور، تفسیر سول کریپکی از پیروی از قواعد لودویگ ویتگنشتاین، موضع توماس کوهن در فلسفهٔ علم را حمایت کرده و بسط داده است. همچنین وی از منتقدان سرسخت کارل پوپر به حساب می‌آید.

## کتاب‌ها
- Knowledge and Social Imagery (Routledge, 1976; 2nd edition Chicago University Press, ۱۹۹۱)
- Wittgenstein: A Social Theory of Knowledge (Macmillan and Columbia, 1983)
- Scientific Knowledge: A Sociological Analysis with Barry Barnes and John Henry (Athlone and Chicago University Press, 1996)
- Wittgenstein: Rules and Institutions (Routledge, 1997).
- The Enigma of the Aerofoil: Rival Theories in Aerodynamics, 1909-1930 (University of Chicago Press, 2011)